# Kenn (Somerset)
Pour les articles homonymes, voir Kenn (homonymie).
Kenn est une paroisse civile et un village du Somerset, en Angleterre.